# Округ Пирс (Џорџија)
Пирс (енгл. Pierce County) је округ у америчкој савезној држави Џорџија.

## Демографија
По попису из 2010. године број становника је 18.758, што је 3.122 (20,0%) становника више него 2000. године.
| Група             | 2000.          | 2010.          |
| Белци             | 13.425 (85,9%) | 15.860 (84,6%) |
| Афроамериканци    | 1.706 (10,9%)  | 1.666 (8,9%)   |
| Азијати           | 28 (0,2%)      | 59 (0,3%)      |
| Хиспаноамериканци | 357 (2,3%)     | 887 (4,7%)     |
| Укупно            | 15.636         | 18.758         |